# Okagaki
Okagaki (岡垣町?) è una cittadina giapponese della prefettura di Fukuoka.